# Sct. Andreas Ordenen
Sct. Andreas Ordenen er en dansk frimurerloge, stiftet 10. marts 1896. Ordenen er uafhængig af Den Danske Frimurerorden og andre ind- og udenlandske ordenssamfund. Dens loge ligger på Hvidovrevej 215 i Hvidovre.
Ordenens gradsystem er opbygget i 6 grader, der igen er opdelt i 2 afdelinger.
Efter at have benyttet midlertidige lokaliteter blev der 10. marts 1902 stiftet et byggeselskab. En grund blev erhvervet på Frederiksberg, og 17. november 1903 blev logebygningen indviet. Arkitekt var Nicolai Hansen.
I 2012 flyttede Sct. Andreas Ordenen til en nyindrettet logebygning i Hvidovre.